# Mycosphaerella irregulariramosa
Mycosphaerella irregulariramosa är en svampart som beskrevs av Crous & M.J. Wingf. 1997. Mycosphaerella irregulariramosa ingår i släktet Mycosphaerella och familjen Mycosphaerellaceae.   Inga underarter finns listade i Catalogue of Life.